# Sveti Urzicin
Sveti Urzicin (-, Sirmij, 304.) kršćanski svetac i mučenik, jedan od srijemskih mučenika. Podrijetlom iz Ilirika. Bio je časnik u vojsci rimskog cara Maksimijana. Za vrijeme progona kršćana pogubljen je u Sirmiju. Štovan u Raveni i Carigradu, kamo su mu relikvije dospjele 470. godine.